# Jambeiro
Jambeiro is een gemeente in de Braziliaanse deelstaat São Paulo. De gemeente telt 5.550 inwoners (schatting 2009).

## Aangrenzende gemeenten
De gemeente grenst aan Caçapava, Jacareí, Paraibuna, Redenção da Serra, Santa Branca en São José dos Campos.